# Marc Parrot
Marc Parrot Rufias (Barcelona, 14 de mayo de 1967) es un compositor y cantante español.

## Carrera
Empezó su carrera musical en 1990 con el grupo Regreso a las minas, cuyo primer disco fue producido por Julián Ruiz. Posteriormente comenzó su carrera en solitario, con la discográfica Warner Music publicando dos discos, llamados Sólo para locos (1993) y Sólo para niños (1995). En 1998 llegó a grabar un tercer disco, Cocinero, pero no salió a la venta, quedando inéditas las canciones de ese proyecto. Para la promoción de este tercer disco se preparó un juego para PC similar al clásico comecocos en el que había que ir recolectando elementos de una cocina en el orden correcto a fin de componer la canción que daba título al disco. Este disco nunca vio la luz debido, entre otras causas, al explosivo éxito de otro proyecto artístico de Marc Parrot: "El chaval de la peca".
El cantante saltó a la fama tras interpretar a un personaje en una gala de fin de año de la Televisió de Catalunya, que se dedicaba a interpretar versiones de canciones antiguas de la música española. Así nació el proyecto El chaval de la peca, y publicó su primer disco bajo ese seudónimo en 1998. Su primer sencillo, una versión de la canción "Libre" de Nino Bravo, llegó a sonar como una de las canciones del verano y fue utilizada por la compañía de móviles Amena en su lanzamiento al mercado. También obtuvo gran éxito versionando en castellano la canción ganadora de Eurovisión 1978, "A-Ba Ni-Bi". Varios temas más de su álter ego llegaron a sonar en Los 40 Principales, y bajo esa denominación publicó 3 discos, hasta que Marc decidió acabar con el personaje en 1999 dando un concierto de despedida y anunciando su «marcha a Miami», para continuar su carrera como Marc Parrot. 
Con el dinero ganado a partir del personaje, Marc Parrot preparó un nuevo disco coproducido con Robin Hancock llamado Rompecabezas (2001). Durante ese tiempo el artista trabajó en la construcción y puesta en marcha de un estudio de grabación propio llamado Grabaciones Silvestres, dedicándose además a la producción y grabación de los discos de otros artistas durante los siguientes años.
Tras finalizar su contrato con Warner Music, Marc fichó por el sello independiente PIAS, con el cual grabaría su álbum Dos maletas (2004). Posteriormente lanzó al mercado dos álbumes en catalán, Mentider (2005) e Interferència (2007), y centró la mayoría de sus actuaciones y giras por Cataluña. Continúa trabajando como músico, productor y compositor. Marc Parrot tiene su propio estudio de grabación en San Quirico Safaja (Barcelona), llamado Grabaciones Silvestres.

## Discografía

### ComoRegreso a las minas
- Regreso a las minas (1990)

### Como Marc Parrot
- Sólo para locos (1993) Warner Music
- Sólo para niños (1995) Warner Music
- Cocinero (previsto para 1998, aunque no llegó a salir al mercado debido al éxito de El Chaval de la Peca)
- Rompecabezas (2001) Warner Music
- No tan sencillo (los singles) (2004) Warner Music
- Dos maletas (2004) Pias
- Mentider (2005) Música Global
- Interferència (2007) Música Global
- Avions (2009) Música Global
- Començar pel final (2011) Música Global
- Sortir per la finestra (2014) Música Global
- Refugi (2018) Música Global

### ComoEl Chaval de la Peca
- Artista Internacional (1999) Warner Music
- Grandes éxitos (1999) Warner Music
- In person (1999) Warner Music